# For the Man She Loved (film 1913 Eclair)
For the Man She Loved è un cortometraggio muto del 1913. Il nome del regista non viene riportato nei titoli.

## Produzione
Prodotto dall'Eclair American.

## Distribuzione
Il film uscì nelle sale cinematografiche USA il 16 luglio 1913, distribuito dall'Universal Film Manufacturing Company. Qualche giorno prima, l'8 luglio, era uscito un altro For the Man She Loved interpretato da Florence La Badie.